# La Laja, Aquismón
La Laja är en ort i Mexiko.   Den ligger i kommunen Aquismón och delstaten San Luis Potosí, i den centrala delen av landet, 240 km norr om huvudstaden Mexico City. La Laja ligger 449 meter över havet och antalet invånare är 115.
Terrängen runt La Laja är bergig. Runt La Laja är det ganska tätbefolkat, med 134 invånare per kvadratkilometer. Närmaste större samhälle är Tampate, 5,1 km nordost om La Laja. I omgivningarna runt La Laja växer i huvudsak städsegrön lövskog.